# Битка за Трансилванију
Битка за Трансилванију је била прва велика операција румунских снага у Првом светског рата, која је почела 27. августа 1916. Почела је као покушај румунске војске да заузме спорну покрајину Трансилванију, и потенцијално избаци Аустроугарску из рата. Иако је у почетку била успешна, офанзива је заустављена након бугарског напада на Добруџу. Након успешног контранапада заједничких аустроугарских и немачких снага 18. септембра, румунска војска је била присиљена да се повуче у Карпате до краја октобра.

## Увод
Пре рата, Краљевина Румунија је била савезник са Аустроугарском; међутим, када је избио рат 1914. године Румунија је обећала своју неутралност — тврдећи да је Аустроугарска започела рат и да зато немају обавезу да јој се придруже. Румунија се на крају придружила Антанти, под условом да савезници признају румунску власт над Трансилванијом, у којој су румуни чинили већинско становништво. Савезници су прихватили услове, а Румунија је 27. августа објавила рат Аустроугарској.

## Битка

### Румунска офанзива (27. август — 18. септембар)
У ноћи 27. августа, три румунске војске прешле су углавном небрањене карпатске пролазе, наилазећи само на спорадични отпор аустроугарских пограничних јединица. Румунски план (Хипотеза З) позивао је на брз напредок до стратешки важне реке Мориш са Будимпештом као крајњим циљем. Главни напредак је предводила Друга армија, а Прва и Четврта су биле распоређене на боковима. Друга армија је прешла границу у ноћи 27. и 28. августа и прешла у Трансилванију.
У првој фази офанзиве (27. август — 2. септембар), Друга армија је освојила Лепшу, Путну, Нарују и долину Забале и напредовала ка Ковасни. Жестоке борбе водиле су се у Вама Бузаулују, након којих су Румуни заузели град, наносећи велике губитке противницима — укупно 132 мртвих и рањених, и још 492 заробљеника. Брашов је освојен 29. августа, a 31. августа освојена су села Тоханул Ноу и Тоханул Вечи. 2. септембра је завршена прва фаза румунске офанзиве, док је Друга армија стигла до линије Каталина-Забала-Добарлау-Прежмер-Фелдиоара-Владени. На северу Четврта армија освојила је Тулгеш и напредовала је према западу. На западу, Прва армија је прешла границу и освојила Оршаву пре него што је кренула ка Сибињу.
У другој фази офанзивеe (3.—10. септембар), Друга армија је прешла реку Олт и заузела град Свети Ђорђе 7. септембра. На крају друге фазе, Друга армија је контролисала целу област Царе Бирсеја и заузимала је положај на линији Каталина-Аркуш-Валчеле-Фелдиоара-Шеркаја-Шинка Веке.
У трећој фази (11.—18. септембар), Друга армија је освојила Мерешти, исфорсирала прелазак на реци Олти код Рупеа, и обезбедила услове за освајање Унгра. Овде су румунске трупе добиле подршку локалног становништва, са младом женом из села Парау која је водила румунску подјединицу иза непријатељских позиција. Друга армија је 19. септембра добила наређење да заузме одбрамбени положај на линији Одорхеју-Палош-Фишер-Унгра-Тикушу Ноу- Тоаркла -Сасауш-Роману Ноу- Карцишоара -Авриг.
Током 29 дана операције, Друга армија је у просеку продрла преко 100 км (62 миље) иза непријатељских линија.
Током румунске офанзиве, аустроугарски Motorkanonwagen је уништен од стране румунске артиљерије. Била су то оклопна самоходна шинска кола, наоружана Шкодиним топом калибра 7 цм. То је био једини направљени примерак.
На крају офанзиве, Румуни су контролисали скоро трећину Трансилваније (7.000 квадратних миља или 18.000 квадратних километара). Ова област је обухватала четири административне жупаније (Брашов, Чук, Фагараш и Свети Ђорђе) и делове још пет других. До краја офанзиве Румуни су заробили преко 7.000 аустроугарских и немачких војника.

### Офанзива Централних сила (26. септембар — 25. октобар)
Ерих фон Фалкенхајн, бивши начелник штаба, преузео је команду над 9. армијом и покренуо је против напад на Румуне. Немци су 18. септембра напали румунску 1. армију у близини Хацега, заустављајући њихово напредовање и присиљавајући их да пређу на одбрау. Осам дана касније немци су заузели Сибињ, а 17. октобра румунска 2. армија је поражена код Брашова. Четврта армија, упркос малом притиску непријатеља, повукла се у планине. До 25. октобра румунске трупе су се повукле на своје предратне положаје, али су успеле да одбију немачке и аустроугарске покушаје да продру у Праховску долину и Букурешт најкраћим путем, како су планирали Немци.

## Последице
Након што су натерали румунску војску на повлачење у Карпатенемци су кренули у освајање Олтеније. Они су 27. октобра стигли код Таргу Жија, где су наишли на чврст румунски отпор. Румуни су наредног дана натерали немачку војску на повлачење. Немци су се 29. октобра прегруписали и 1. новембра су започели много снажнији напад. Румуни сада нису успели да се одбране, а средином новембра Таргу Жију је био у немачким рукама. 21. новембра освојили су регионални центар Крајову. Последња значајна акција у овој офанзиви била је битка за Робанешти 23. новембра, једна од најхрабријих акција румунске војске. До 26. новембра Немци су контролисали целу област Олтеније, потискујући румунску војску источно од реке Олт. Сутрадан су започели свој напредак ка Букурешту, главном граду Румуније.

## Мађарско културно подручје
Након што се румунска војска повукла из Трансилваније, у јулу 1917. године, Мађарска влада је створила „Мађарско културно подручје”, које је обухватало углавном румунски насељена места: Карашко-северинска жупанија, Хунедоара, Сибињ, Фагараш и Брашов на граници са Румунијом. Ове жупаније су пружиле подршку румунској војсци када је напала, тако да су биле уједињене у овом „културном подручју” како би их спречили да буду изложене „страном утицају”. By the end of the war, over 3,000 Romanian primary schools were closed.

## Мапа битака
- Румунска инвазија на Аустроугарску, август 1916.
- Против напад Централних сила, септембар–октобар 1916.